# Colombo (Baustelle)
Colombo è una canzone dei Baustelle. È il secondo singolo estratto dal loro album Amen, pubblicato nel 2008. Il brano è entrato in rotazione radiofonica a partire dal 4 aprile 2008.

## Il brano
Parlando del brano Francesco Bianconi ha dichiarato:
(Francesco Bianconi)

## Il video
Il video prodotto per Colombo è stato diretto da Stefano Poletti. Nel video Francesco Bianconi, Rachele Bastreghi e Claudio Brasini si aggirano fra Milano e Verona. Il video alterna le immagini dei tre musicisti in versione darkad altre in cui appaiono con un look più alla moda.

## Citazioni
- Colombo: Colombo è una serie televisiva statunitense di genere poliziesco interpretata da Peter Falk.
- John Cassavetes: regista e sceneggiatore statunitense.
- prepariamo le aragoste per chi viene a colazione: Aragosta a colazione è un film del 1979 di Giorgio Capitani.
- la nostra cognizione del dolore illumina: La cognizione del dolore è un romanzo incompiuto di Carlo Emilio Gadda.